# Церква Успіння Пресвятої Богородиці (Дзвенигород)
Церква Успіння Пресвятої Богородиці в Дзвенигороді — парафія і храм греко-католицької громади Мельнице-Подільського деканату Бучацької єпархії Української греко-католицької церкви в селі Дзвенигород Чортківського району Тернопільської области.
Церква та дзвіниця оголошені пам'яткою архітектури національного значення (охоронний номер 1564/1, 1564/2).

## Історія церкви
Церква, як і парафія, були засновані у 1801 році. Фундатором будівництва був Петро Бучко. До 1946 року парафія належала до УГКЦ, потім, з 1946 по 1990 рік, була підпорядкована РПЦ, а з 1990 року знову повернулася в лоно УГКЦ.
Зараз це дочірня парафія, яку обслуговує священник із материнської церкви села Дністрове.
При парафії діє братство «Матері Божої Неустанної Помочі». У селі також є фігури Матері Божої та Ісуса Христа.

## Парохи
- о. Василій Слотиляк,
- о. Богдан Боднар,
- о. Ярослав Антонійчук,
- о. Микола Бибик.